# Monontos ohtai
Monontos ohtai là một loài tò vò trong họ Ichneumonidae.